# Chalet Reynard
El chalet Reynard és un antic refugi reconvertit en restaurant que es troba a la base de la petita estació d'esquí que hi ha a la cara sud del Ventor, a 1.417 metres d'altura. L'estació fou creada el febrer de 1927 per Pierre de Champeville.

## Accès
El Chalet Reynard està situat a la intersecció de les carreteres RD 974, que connecta Bédoin amb el cim del Ventor, i la RD 164 que procedeix de Saut. Ambdues carreteres són accessibles durant tot l'any, mentre que l'accés fins als cim del Ventor està tancada al trànsit tot l'hivern.

## L'estació d'esquí

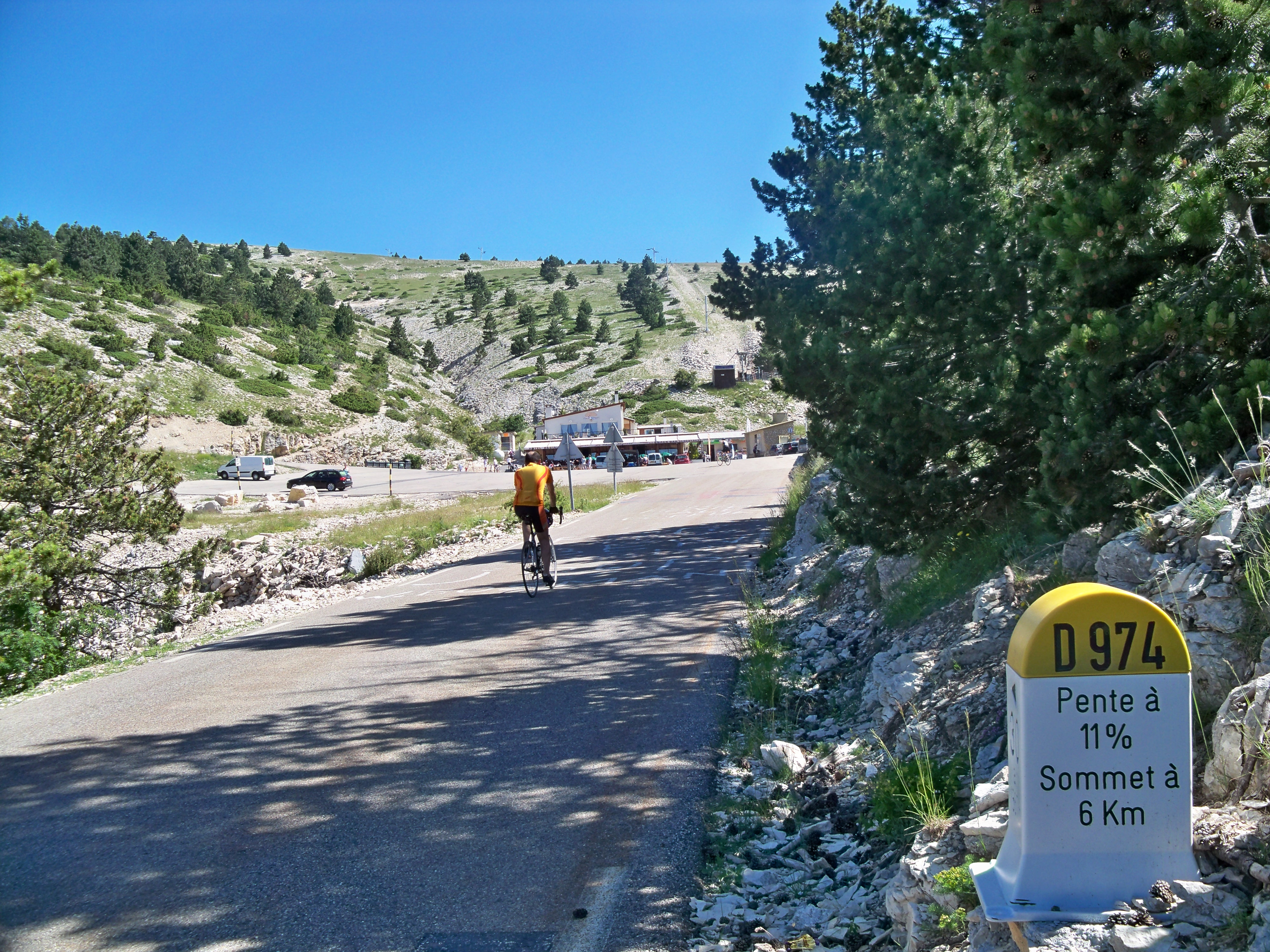
Ciclisme al chalet Reynard

Durant l'hivern l'estació funciona amb 2 teleskis que donen accés a 6 pistes, blaves i vermelles, per un total de 7 km. Una pista per a la pràctica del senderisme amb raquetes és marcada per accedir fins al cim del Ventor. Al Chalet Reynard hi ha tots els serveis que ofereix l'estació. Durant l'estiu es pot practicar senderisme i BTT pels voltants.
La pràctica esportiva en aquesta estació, però ha anat sovint vinculada al ciclisme, sobretot a partir de 1951, quan el Tour de França va pujar el Ventor per primera vegada. La ruta des de Bédoin és considerada la més difícil. El 2016, per culpa del fort vent que bufava al cim del Ventor, la 12a etapa del Tour va finalitzar al Chalet Reynard.